# Prosciurillus
Genre
Prosciurillus est un genre de rongeurs de la famille des Sciuridés.

## Liste des espèces
Selon ITIS (2 juin 2016) :
- Prosciurillus abstrusus Moore, 1958
- Prosciurillus alston (Anderson, 1879)
- Prosciurillus leucomus (Müller et Schlegel, 1844)
- Prosciurillus murinus (Müller et Schlegel, 1844)
- Prosciurillus rosenbergii (Jentink, 1879)
- Prosciurillus topapuensis (Roux, 1910)
- Prosciurillus weberi (Jentink, 1890)